# 许景衡
许景衡（？—？），字少伊，瑞安白门人，北宋政治人物。
元祐九年（1094年）中进士，歷官浙江黄岩尉、河北乐寿尉和河间知府。宣和六年，任监察御史，升殿中侍御史。欽宗即位，官左正言，不久改太常少卿兼太子諭德。南渡後，官至尚书右丞，罢为资政殿大学士，提举洞霄宫，世称横塘先生，與周行己、戴述、赵霄、张辉等同称“永嘉元丰九先生”。卒谥忠简。葬盐官安义里。著有《横塘集》30卷，多散佚，清初自《永乐大典》辑出20卷。

## 評價
- 孙诒让评曰： “元丰九先生推忠简独后卒，名德亦最显。厥后永嘉学者，后先辈出，多于忠简为后进，或奉手受业其门。靖康、建炎之际，永嘉之学几坠而复振，于忠简诚有赖哉”[2]。

## 延伸阅读
[在维基数据编辑]
 《宋史/卷363》，出自脱脱《宋史》